# Sanctanus tectus
Sanctanus tectus är en insektsart som beskrevs av Paul W. Oman 1934. Sanctanus tectus ingår i släktet Sanctanus och familjen dvärgstritar. Inga underarter finns listade i Catalogue of Life.